# Setosella antilleana
Setosella antilleana is een mosdiertjessoort uit de familie van de Setosellidae. De wetenschappelijke naam van de soort is voor het eerst geldig gepubliceerd in 1967 door Weisbord.